# Paris Saint-Germain Football Club 2017-2018 (femminile)
Questa voce raccoglie le informazioni riguardanti la squadra femminile del Paris Saint-Germain nelle competizioni ufficiali della stagione 2017-2018.

## Divise e sponsor
| Casa | Trasferta | Terza divisa |

## Organigramma societario
Area tecnica
- Allenatore: Patrice Lair
- Vice allenatore: Bernard Mendy
- Preparatore dei portieri: Christophe Ott
- Preparatore atletico:
- Medico sociale:
- Fisioterapista:
- Coordinatore:

## Rosa
Rosa, ruoli e numeri di maglia aggiornati a fine stagione come da sito footofemenin.fr.
| N. |                     | Ruolo | Calciatrice             |
| -- | ------------------- | ----- | ----------------------- |
| 1  | Polonia (bandiera)  | P     | Katarzyna Kiedrzynek    |
| 3  | Francia (bandiera)  | D     | Laure Boulleau          |
| 4  | Polonia (bandiera)  | D     | Paulina Dudek           |
| 6  | Norvegia (bandiera) | C     | Andrine Hegerberg       |
| 7  | Francia (bandiera)  | C     | Aminata Diallo          |
| 8  | Brasile (bandiera)  | D     | Érika                   |
| 9  | Francia (bandiera)  | A     | Marie-Antoinette Katoto |
| 10 | Spagna (bandiera)   | A     | Jennifer Hermoso        |
| 11 | Francia (bandiera)  | A     | Kadidiatou Diani        |
| 12 | Canada (bandiera)   | D     | Ashley Lawrence         |
| 13 | Francia (bandiera)  | C     | Sandy Baltimore         |
| 14 | Spagna (bandiera)   | D     | Irene Paredes           |

| N. |                     | Ruolo | Calciatrice         |
| -- | ------------------- | ----- | ------------------- |
| 15 | Svezia (bandiera)   | D     | Emma Berglund       |
| 16 | Cile (bandiera)     | P     | Christiane Endler   |
| 17 | Francia (bandiera)  | D     | Ève Périsset        |
| 18 | Francia (bandiera)  | A     | Marie-Laure Delie   |
| 19 | Francia (bandiera)  | C     | Lina Boussaha       |
| 23 | Francia (bandiera)  | D     | Léa Kergal          |
| 24 | Brasile (bandiera)  | C     | Formiga             |
| 25 | Belgio (bandiera)   | A     | Davinia Vanmechelen |
| 26 | Francia (bandiera)  | C     | Grace Geyoro        |
| 27 | Turchia (bandiera)  | A     | Melike Pekel        |
| 30 | Germania (bandiera) | P     | Charlotte Voll      |

## Calciomercato

### Sessione estiva
| Acquisti | Acquisti          | Acquisti   | Acquisti      |
| R.       | Nome              | da         | Modalità      |
| -------- | ----------------- | ---------- | ------------- |
| P        | Christiane Endler | Valencia   |               |
| P        | Charlotte Voll    | Hoffenheim |               |
| D        | Emma Berglund     | Rosengård  |               |
| C        | Anissa Lahmari    | Reading    | fine prestito |
| A        | Kadidiatou Diani  | Paris FC   |               |
| A        | Jennifer Hermoso  | Barcellona |               |
| A        | Melike Pekel      | Metz       |               |

| Cessioni | Cessioni         | Cessioni            | Cessioni               |
| R.       | Nome             | a                   | Modalità               |
| -------- | ---------------- | ------------------- | ---------------------- |
| D        | Hawa Cissoko     | Olympique Marsiglia | definitivo             |
| C        | Sana Daoudi      | Atlético Madrid     | prestito               |
| C        | Sabrina Delannoy |                     | fine contratto, ritiro |
| C        | Anissa Lahmari   | Paris FC            | prestito               |
| A        | Nataša Andonova  | Barcellona          | fine contratto         |
| A        | Cristiane        | Changchun Zhuoyue   | fine contratto         |
| A        | Ouleymata Sarr   | Lilla               | fine contratto         |

### Sessione invernale
| Acquisti | Acquisti            | Acquisti        | Acquisti |
| R.       | Nome                | da              | Modalità |
| -------- | ------------------- | --------------- | -------- |
| C        | Paulina Dudek       | Medyk Konin     |          |
| C        | Andrine Hegerberg   | Birmingham City |          |
| A        | Davinia Vanmechelen | Gent            |          |

| Cessioni | Cessioni         | Cessioni           | Cessioni   |
| R.       | Nome             | a                  | Modalità   |
| -------- | ---------------- | ------------------ | ---------- |
| D        | Perle Morroni    | Barcellona         | prestito   |
| C        | Verónica Boquete | Beijing BG Phoenix | svincolata |
| C        | Shirley Cruz     | Jiangsu Ladies     | svincolata |
| C        | Laura Georges    | Bayern Monaco      | svincolata |

## Risultati

### Division 1

#### Girone di andata
| Arbitro: | Elodie Coppola |

|            |           |              |
| Katoto 29’ | Marcatori | 90+2’ Tandia |

| Arbitro: | Solenne Bartnik |

|                                 |           |  |
| Diani 4’ Paredes 51’ Katoto 73’ | Marcatori |  |

| Arbitro: | Florence Guillemin |

|                                                |           |             |
| Katoto 6’, 12’, 58’ Delie 51’, 72’ Paredes 81’ | Marcatori | 90+2’ Coryn |

| Arbitro: | Victoria Beyer |

|  |           |                           |
|  | Marcatori | 29’ Katoto 41’, 69’ Delie |

| Arbitro: | Florence Guillemin |

|           |           |  |
| Delie 55’ | Marcatori |  |

| Bondoufle 15 ottobre 2017, ore 16:30 CEST 6ª giornata | Paris FC  | 0 – 1 referto | Paris Saint-Germain | Stadio Robert Bobin (1 438 spett.) |
| \| \| \| \| \| \| Marcatori \| 45’ Katoto \|          |           |               |                     |                                    |
|                                                       |           |               |                     |                                    |
|                                                       | Marcatori | 45’ Katoto    |                     |                                    |

| Arbitro: | Camille Soriano |

|  |           |                              |
|  | Marcatori | 11’ (aut.) Multari 57’ Delie |

| Arbitro: | Elodie Coppola |

|                                          |           |                   |
| Paredes 19’ Delie 40’ Torrent 71’ (aut.) | Marcatori | 85’ (rig.) Cayman |

| Arbitro: | Florence Guillemin |

|                       |           |                                             |
| Asseyi 31’ Lakrar 38’ | Marcatori | 50’ Périsset 55’ Diani 67’, 68’, 81’ Katoto |

| Arbitro: | Anaëlle Loidon |

|                               |           |  |
| Katoto 66’ Érika 70’ Cruz 72’ | Marcatori |  |

| Arbitro: | Florence Guillemin |

|                   |           |  |
| Ad. Hegerberg 12’ | Marcatori |  |

#### Girone di ritorno
| Arbitro: | Solen Dallongeville |

|                                                                              |           |  |
| Tyryškina 23’ (aut.) Berglund 56’ Katoto 57’ Hermoso 63’ Delie 78’ Diani 87’ | Marcatori |  |

| Arbitro: | Solenne Bartnik |

|            |           |                                     |
| Lernon 51’ | Marcatori | 23’ Hermoso 59’ Delie 90+5’ Boquete |

| Arbitro: | Maika Vanderstichel |

|                          |           |  |
| Périsset 36’ Hermoso 53’ | Marcatori |  |

| Arbitro: | Camille Soriano |

|  |           |                                                      |
|  | Marcatori | 7’ (rig.), 18’ Katoto 20’ Diani 66’ (aut.) Belkhiter |

| Arbitro: | Elodie Coppola |

|                                           |           |                |
| Katoto 40’, 72’ (rig.), 81’ Baltimore 68’ | Marcatori | 90+2’ Bourdieu |

| Arbitro: | Maika Vanderstichel |

|                                            |           |                             |
| Diani 17’ Delie 19’ Hermoso 33’ Katoto 80’ | Marcatori | 62’ (aut.) Delie 83’ Dunord |

| Arbitro: | Victoria Beyer |

|                                                  |           |  |
| Jakobsson 49’ Cayman 66’ (rig.) Blackstenius 75’ | Marcatori |  |

| Arbitro: | Elodie Coppola |

|                                              |           |  |
| Katoto 19’, 64’ (rig.) Diani 44’ Hermoso 88’ | Marcatori |  |

| Arbitro: | Solenne Bartnik |

|  |           |             |
|  | Marcatori | 24’ Hermoso |

| Saint-Germain-en-Laye 18 maggio 2018, ore 21:00 CEST 21ª giornata | Paris Saint-Germain | 0 – 0 referto | Olympique Lione | Stadio Georges Lefèvre (1 440 spett.)\| Arbitro: \| Victoria Beyer \| |
| Arbitro:                                                          | Victoria Beyer      |               |                 |                                                                       |

| Arbitro: | Céline Bagrowski |

|  |           |                            |
|  | Marcatori | 28’ Katoto 47’, 51’ Geyoro |

### Coppa di Francia
| 7 gennaio 2018, ore 14:30 CET 2º turno federale | Paris Saint-Germain | 1 – 0 | Lilla |  |
| \| \| \| \| \| Katoto 74’ \| Marcatori \| \|    |                     |       |       |  |
|                                                 |                     |       |       |  |
| Katoto 74’                                      | Marcatori           |       |       |  |

| Arbitro: | Céline Bagrowski |

|  |           |                        |
|  | Marcatori | 80’ Paredes 81’ Katoto |

| Arbitro: | Savina Elbour |

|                                                     |           |             |
| Hermoso 12’, 32’ Katoto 20’ Baltimore 60’ Delie 80’ | Marcatori | 46’ Mabomba |

| Arbitro: | Céline Bagrowski |

|  |           |                                          |
|  | Marcatori | 27’ Delie 65’ Katoto 79’ (rig.) Périsset |

| Arbitro: | Camille Soriano |

|  |           |                            |
|  | Marcatori | 54’, 69’ Delie 87’ Paredes |

| Arbitro: | Florence Guillemin |

|  |           |            |
|  | Marcatori | 16’ Katoto |

## Statistiche

### Statistiche di squadra
| Competizione     | Punti | In casa | In casa | In casa | In casa | In casa | In casa | In trasferta | In trasferta | In trasferta | In trasferta | In trasferta | In trasferta | Totale | Totale | Totale | Totale | Totale | Totale | DR  |
| Competizione     | Punti | G       | V       | N       | P       | Gf      | Gs      | G            | V            | N            | P            | Gf           | Gs           | G      | V      | N      | P      | Gf     | Gs     | DR  |
| ---------------- | ----- | ------- | ------- | ------- | ------- | ------- | ------- | ------------ | ------------ | ------------ | ------------ | ------------ | ------------ | ------ | ------ | ------ | ------ | ------ | ------ | --- |
| Division 1       | 56    | 11      | 9       | 2       | 0       | 34      | 6       | 11           | 9            | 0            | 2            | 25           | 7            | 22     | 18     | 2      | 2      | 59     | 13     | +46 |
| Coppa di Francia | -     | 2       | 2       | 0       | 0       | 6       | 1       | 4            | 4            | 0            | 0            | 9            | 0            | 6      | 6      | 0      | 0      | 15     | 1      | +14 |
| Totale           | -     | 13      | 11      | 2       | 0       | 40      | 7       | 15           | 13           | 0            | 2            | 34           | 7            | 28     | 24     | 2      | 2      | 74     | 14     | +60 |

### Andamento in campionato
| Giornata  | 1 | 2 | 3 | 4 | 5 | 6 | 7 | 8 | 9 | 10 | 11 | 12 | 13 | 14 | 15 | 16 | 17 | 18 | 19 | 20 | 21 | 22 |
| --------- | - | - | - | - | - | - | - | - | - | -- | -- | -- | -- | -- | -- | -- | -- | -- | -- | -- | -- | -- |
| Luogo     | C | T | C | T | C | T | T | C | T | C  | T  | C  | T  | C  | T  | C  | C  | T  | C  | T  | C  | T  |
| Risultato | N | V | V | V | V | V | V | V | V | V  | P  | V  | V  | V  | V  | V  | V  | P  | V  | V  | N  | V  |
| Posizione | 6 | 4 | 3 | 2 | 2 | 2 | 2 | 2 | 2 | 2  | 2  | 2  | 2  | 2  | 2  | 2  | 2  | 2  | 2  | 2  | 2  | 2  |

Legenda:

Luogo: C = Casa; T = Trasferta. Risultato: V = Vittoria; N = Pareggio; P = Sconfitta.

### Statistiche delle giocatrici
| Giocatore      | Division 1 | Division 1 | Division 1  | Division 1 | Coppa di Francia | Coppa di Francia | Coppa di Francia | Coppa di Francia | Totale   | Totale | Totale      | Totale     |
| Giocatore      | Presenze   | Reti       | Ammonizioni | Espulsioni | Presenze         | Reti             | Ammonizioni      | Espulsioni       | Presenze | Reti   | Ammonizioni | Espulsioni |
| -------------- | ---------- | ---------- | ----------- | ---------- | ---------------- | ---------------- | ---------------- | ---------------- | -------- | ------ | ----------- | ---------- |
| S. Baltimore   | 9          | 1          | 0           | 0          | 5                | 1                | 0                | 0                | 14       | 2      | 0           | 0          |
| E. Berglund    | 11         | 1          | 0           | 0          | 1                | 0                | 0                | 0                | 12       | 1      | 0           | 0          |
| V. Boquete     | 10         | 1          | 0           | 0          | 0                | 0                | 0                | 0                | 10       | 1      | 0           | 0          |
| L. Boulleau    | 14         | 0          | 0           | 0          | 3                | 0                | 0                | 0                | 17       | 0      | 0           | 0          |
| L. Boussaha    | 0          | 0          | 0           | 0          | 2                | 0                | 0                | 0                | 2        | 0      | 0           | 0          |
| S. Cruz        | 4          | 1          | 0           | 0          | 0                | 0                | 0                | 0                | 4        | 1      | 0           | 0          |
| M. Delie       | 20         | 10         | 0           | 0          | 5                | 4                | 1                | 0                | 25       | 14     | 1           | 0          |
| A. Diallo      | 16         | 0          | 1           | 0          | 5                | 0                | 2                | 0                | 21       | 0      | 3           | 0          |
| K. Diani       | 21         | 6          | 1           | 0          | 6                | 0                | 2                | 0                | 27       | 6      | 3           | 0          |
| P. Dudek       | 2          | 0          | 1           | 0          | 2                | 0                | 0                | 0                | 4        | 0      | 1           | 0          |
| C. Endler      | 10         | 0          | 0           | 0          | 4                | 0                | 1                | 0                | 14       | 0      | 1           | 0          |
| Érika          | 15         | 1          | 0           | 0          | 5                | 0                | 0                | 0                | 20       | 1      | 0           | 0          |
| Formiga        | 18         | 0          | 1           | 0          | 5                | 0                | 0                | 0                | 23       | 0      | 1           | 0          |
| L. Georges     | 2          | 0          | 0           | 0          | 0                | 0                | 0                | 0                | 2        | 0      | 0           | 0          |
| G. Geyoro      | 18         | 0          | 0           | 0          | 5                | 0                | 0                | 0                | 23       | 0      | 0           | 0          |
| A. Hegerberg   | 4          | 0          | 0           | 0          | 2                | 0                | 0                | 0                | 6        | 0      | 0           | 0          |
| J. Hermoso     | 19         | 6          | 1           | 0          | 5                | 2                | 0                | 0                | 24       | 8      | 1           | 0          |
| M. Katoto      | 20         | 21         | 1           | 0          | 6                | 5                | 0                | 0                | 26       | 26     | 1           | 0          |
| L. Kergal      | 0          | 0          | 0           | 0          | 1                | 0                | 0                | 0                | 1        | 0      | 0           | 0          |
| K. Kiedrzynek  | 11         | 0          | 0           | 0          | 2                | 0                | 0                | 0                | 13       | 0      | 0           | 0          |
| A. Lawrence    | 20         | 0          | 3           | 0          | 6                | 0                | 0                | 0                | 26       | 0      | 3           | 0          |
| P. Morroni     | 1          | 0          | 0           | 0          | 0                | 0                | 0                | 0                | 1        | 0      | 0           | 0          |
| I. Paredes     | 19         | 3          | 3           | 0          | 6                | 2                | 0                | 0                | 25       | 5      | 3           | 0          |
| M. Pekel       | 7          | 0          | 0           | 0          | 1                | 0                | 0                | 0                | 8        | 0      | 0           | 0          |
| È. Périsset    | 20         | 2          | 2           | 0          | 6                | 1                | 1                | 0                | 26       | 3      | 3           | 0          |
| D. Vanmechelen | 0          | 0          | 0           | 0          | 0                | 0                | 0                | 0                | 0        | 0      | 0           | 0          |
| C. Voll        | 0          | 0          | 0           | 0          | 0                | 0                | 0                | 0                | 0        | 0      | 0           | 0          |